# Achelia ovosetosa
Achelia ovosetosa is een zeespin uit de familie Ammotheidae. De soort behoort tot het geslacht Achelia. Achelia ovosetosa werd in 1942 voor het eerst wetenschappelijk beschreven door Hilton. 